# Swaminarayan
Suami Naraian (cerca de Aiodhia, 3 de abril de 1781-Gadhada, 1 de junio de 1830) fue un religioso hinduista, la figura central de la «fe de Swaminarayan», una de las sectas del visnuismo (que es una de las religiones principales dentro de la religión hinduista, junto con el shivaísmo, el vedantismo y el shaktismo).
Dentro de este credo, Suami Naraian es equiparado con el ser supremo, Purushóttama, o es venerado como una encarnación de Naraianá, de la pareja de deidades Nara-Naraianá.

## Nombre
- svāmīnārāyaṇa en letra AITS (alfabeto internacional de transliteración sánscrita).
- Pronunciación:
  - /suámi naraianá/, en sánscrito
  - /suámi naráian/, en inglés
- Swaminarayan, en inglés.
- સ્વામિનારાયણ en letra guyaratí.
- स्वामीनारायण en letra devanagari.

## Biografía

### Infancia

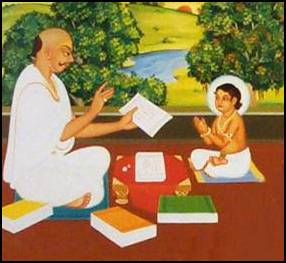
Dharmadev enseñando los shastras (escrituras religiosas hinduistas) a su hijo Ghanshiam (el futuro Suami Naraian).

Suami Naraian nació el 3 de abril de 1781 (Chaitra Sud 9, Samvat 1837) en el pueblo de Chhapaiya, Uttar Pradesh, una aldea cerca de Aiodhia, en una región de habla hindi de la India.
Nacido en la casta de los brahmanes (sacerdotes) de Sarvariya, Suami Naraian nació con el nombre de Ghana Shiam Pande por sus padres, Hariprasad Pande (también conocido como Dharmadev) y Premvati Pande (su madre, también conocida como Bhaktimata y Murtidevi).
El nacimiento de Suami Naraian coincidió con el festival hinduista de Rama Navami, que celebra el nacimiento del rey dios Rama. El noveno día de la luna creciente en el mes hinduista de chaitra (marzo-abril), los seguidores de Suami Naraian celebran tanto el Rama Navami como el Suaminaraian Yaianti (nacimiento de Suami Naraian). Esta celebración marca también el comienzo de un calendario ritual para los seguidores.
Suami Naraian tenía un hermano mayor, Rampratap Pande, y un hermano menor, Ichcharam Pande.
Se dice que a la edad de siete años ya conocía las leyendas publicadas en las escrituras hinduistas como el Ramayana, el Majábharata y los Puranas).

## Viajes como Nilkanth Varni

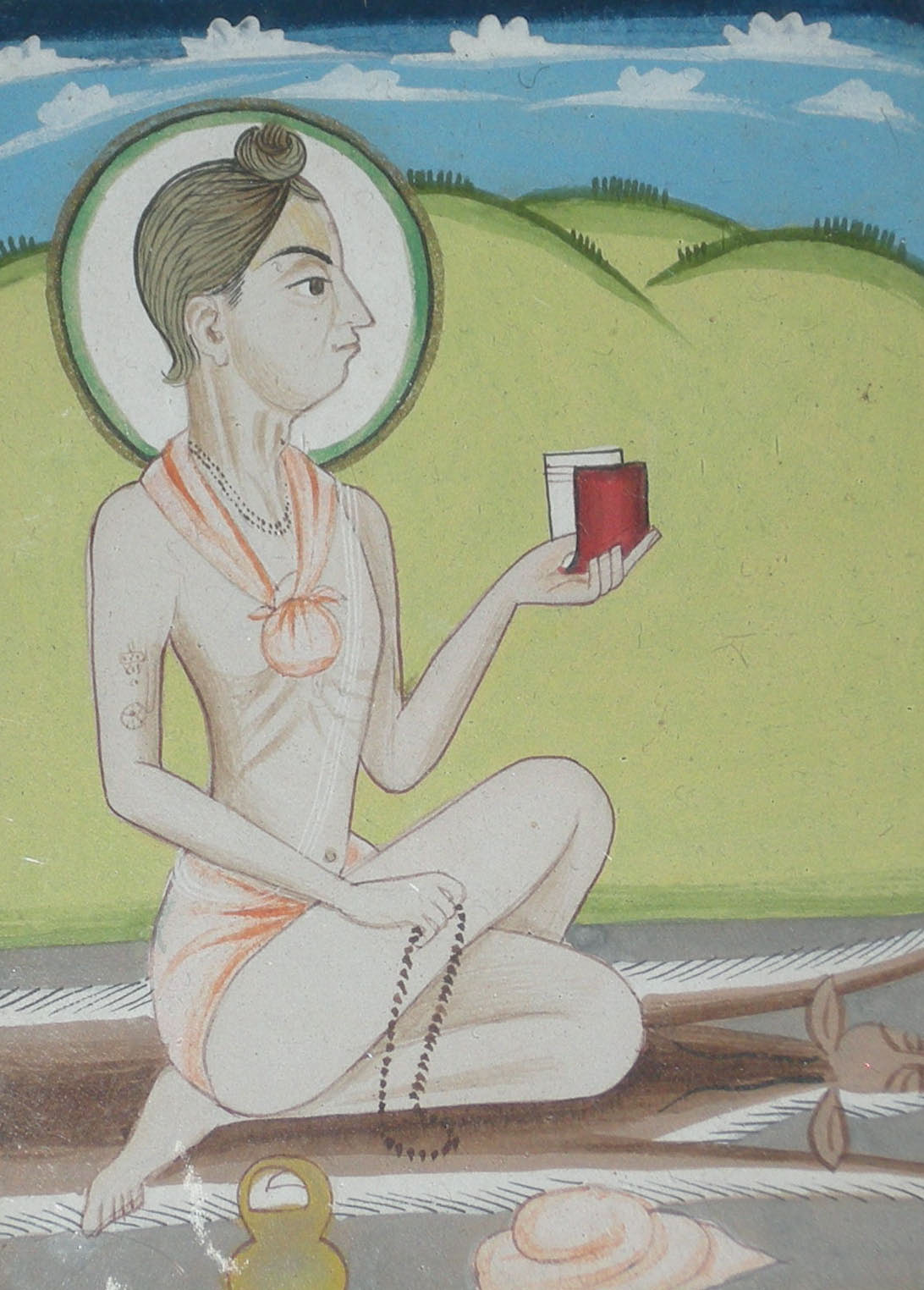
El adolescente Nilkanth Varni durante su viaje.

A la edad de 11 años, sus padres fallecieron. Ghanshyam salió de su casa el 29 de junio de 1792 (Ashadh Sud 10, Samvat 1849).
Durante su viaje adoptó el pseudónimo de Nilkanth Varni. Viajó por toda la India y algunas partes de Nepal en busca de un ashram o lugar de meditación, que practicara lo que él consideraba una comprensión correcta del vedanta, el samkhia, el yoga y el pancha-ratra, las cuatro doctrinas principales de la religión hinduista.
Para encontrar dicho ashram, Nilkanth Varni se hizo las siguientes cinco preguntas de las categorías básicas de vaishnava vedanta:
- ¿Qué es yivá (el alma)?
- ¿Qué es maia (la ilusión material)?
- ¿Qué es íshuara (Dios como persona)?
- ¿Qué es Brahman (Dios como energía)?
- ¿Qué es Para Brahman (Dios más allá del Brahman)?

Todo religioso que Nilkanth Varni encontraba, respondía a esas cinco preguntas, pero a Nilkanth no le gustaban las respuestas.
Durante su viaje, Nilkanth Varni aprendió ashtanga yoga (yoga de ocho pasos) durante 9 meses, bajo la guía de un anciano maestro de yoga llamado Gopal Iogui.
En Nepal se encontró con el rey musulmán Rana Bahadur Shah y lo curó de su enfermedad estomacal. Por ello el rey liberó a todos los hinduistas que había apresado.
Nilkanth Varni visitó el templo de Yáganat (en Puri), así como los templos de Badrinath, Raméshuaram, Nashik, Dwarka y Pandharpur.
En 1799, después de haber viajado durante siete años, Nilkanth finalmente concluyó sus viajes como un yogui en Loj, una aldea en el distrito de Yunagadh (en Guyarat). En Loj, Nilkanth Varni conoció a Muktanand Swami, un discípulo avanzado de Ramanand Swami. Muktanand Swami (40), que era veintidós años mayor que Nilkanth (18), respondió a las cinco preguntas de Nilkanth, pero en esta ocasión a Nilkanth le satisficieron las respuestas.
Entonces Nilkanth decidió quedarse para encontrar a Ramanand Swami, a quien conoció unos pocos meses después de su llegada a Guyarat.

## El liderazgo como Sahajanand Swami

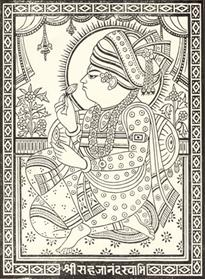
Retrato iconográfico tradicional de Suami Naraian.

Según la secta, la comprensión de Nilkanth de los conceptos metafísicos de los pancha-tattuás (los cinco elementos), junto con su disciplina mental y física, agradaron a los sadhus de Ramanand Swami.
El 20 de octubre de 1800, Ramanand Swami le otorgó la iniciación sanniasa a Nilkanth Varni, y con ella le cambió el nombre por Sahajanand Swami Narayan. Para indicar su nuevo estado, le puso también Muni.
Antes de morir, Ramanand Swami nombró a Sahajanand Swami Narayan (de 21 años) su sucesor como líder de la Uddhav-sampradai (la línea discipular descendiente del mítico príncipe Úddhava, primo del rey Krisná).
Quince días después de la muerte de Ramanand Swami, Sahajanand Swami Narayan organizó una reunión religiosa en Faneni, en la que propuso que todos los discípulos de Ramanand recitaran una y otra vez, hipnóticamente, el mantra «suami naraian».
Después de entonar este mantra durante muchas horas, algunos devotos dijeron que habían entrado en samadhi (una forma de meditación profunda muy fácil de imitar) y alegaron que durante el aquelarre habían podido ver a varios dioses hinduistas.
Después de esta reunión, Sahajanand Swami Narayan fue conocido solo como Suami Naraian.
El Uddhav-sampradaia en adelante se conoció como Suami Naraian sampradaia.
Suami Naraian proclamó el culto de una deidad única, Krisná, a quien adoraba como Naraiana.
Él consideraba que Krisná era su propio ishta dévata (deidad adorable). En contraste con la secta vaishnava conocida como Radha-Vallabha sampradaia, Suami Naraian tenía un enfoque más puritano, más que puntos de vista teológicos sobre Krisná que fueran de carácter e imaginería muy caprichosos. Si bien se consideraba un devoto de Krisná, Suami Naraian rechazó los elementos más íntimos del krisnaísmo, en favor de la adoración de tipo majestuoso (la percepción de Dios como el Supremo Naraian, en vez del íntimo pastorcillo Krisná), como los maestros vaisnavas anteriores, como Ramanuja Acharia y Iamuna Acharia.
Suami Naraian también fue conocido por los nombres de Ghanshiam Majarash, Majarash Sriyí, Hari Krishna Majarash y Hari Shri.
En 1804, un discípulo suyo, Swami Nishkulanand, escribió el Danda-iama ―la primera obra literaria escrita dentro de la secta Suami Naraian― donde afirmaba que Suami Naraian era una manifestación de Dios, y que podía hacer milagros.
Suami Naraian no desalentó estas creencias. Por ello recibiría las críticas de los líderes de otras sampradaias hinduistas.
Suami Naraian animó a sus seguidores a combinar la devoción y el dharma, a llevar una vida piadosa. Usando textos hinduistas y rituales para formar la base de su organización Suami Naraian fundó lo que en siglos posteriores se convertiría en una organización global con fuertes raíces Guyarati.
Fue particularmente estricto con la separación de sexos en los templos.
Suami Naraian estaba en contra del consumo de carne, alcohol o drogas, el adulterio, el suicidio, los sacrificios de animales, las actividades delictivas y el apaciguamiento de los espíritus y los rituales tántricos.
Prohibió el consumo de alcohol incluso con fines medicinales.
Muchos de sus seguidores hacían votos antes de convertirse en sus discípulos. Afirmó que cuatro elementos deben ser conquistados para alcanzar la salvación final: el dharma, el bhakti (devoción), el gnana (conocimiento) y el vairagya (desapego)
Desde el punto de vista doctrinal, Suami Naraian estaba cerca del religioso Ramanuya (1077-1157) que estaba en contra del concepto a-duaita (‘no dualismo’ monista: Dios no es diferente de las almas) de los shankara-acharias. La ontología de Suami Naraian sostiene que Dios no carece de forma sino que siempre tiene una forma, pero esta es divina, o espiritual.
Suami Naraian desarrolló una buena relación con el Raj británico (el Gobierno del Imperio británico). Tuvo seguidores no solo de denominaciones hinduistas, sino también procedentes del islamismo y el zoroastrismo. Suami Naraian construyó muchos templos en su vida y ―para difundir su doctrina― nombró a 500 paramahamsas (‘cisnes supremos’, religiosos avanzados). En 1826 Suami Naraian escribió el Shikshapatri, un libro de principios sociales.
Antes de morir, Suami Naraian nombró a sus sobrinos acharyas de las dos diócesis de la Suaminaraian sampradai. Se cree que en esa época Suami Naraian tenía unos 1,8 millones de seguidores.
Murió el 1 de junio de 1830 y fue cremado conforme a los ritos hinduistas en Gadhada (Guyarat).

## Reformas

### Reformas para las mujeres y los pobres

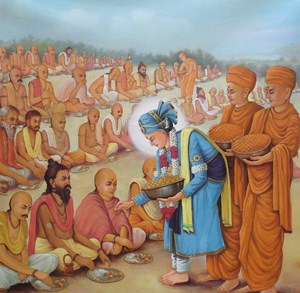
Pintura sectaria de Suami Naraian distribuyendo alimentos entre los necesitados.

Después de asumir el liderazgo del Sampraday, Suami Naraian trabajó para ayudar a los pobres mediante la distribución de alimentos y agua potable.
Llevó a cabo varios proyectos de servicio social y abrió hospicios para los pobres. Suami Naraian organizó ayudas alimentarias y de reparto de agua a la gente en tiempos de sequía.
Según el Raymond Brady Williams: «Swaminarayan es uno de los primeros representantes de la defensa de los derechos de las mujeres sin relación personal con las mujeres.»
Para contrarrestar la práctica del sati (la inmolación de una viuda en la pira funeraria de su marido), Suami Naraian argumentó que como la vida humana es dada por Dios solo podía ser tomada por Dios, y que el sati no tenía ninguna aprobación védica. Llegó al extremo de calificar al sati nada más que suicidio. Suami Naraian ofreció a los padres ayuda con los gastos de la dote para desalentar el infanticidio femenino, calificando el infanticidio de pecado.
En ese momento las personas ricas e influyentes educaban a sus hijas a través de clases particulares. Los seguidores masculinos de Suami Naraian tomaron medidas para educar a los miembros femeninos de sus familia. La tasa de alfabetización entre las mujeres aumentar y se les permitió dar discursos sobre temas espirituales. En el culto Suami Naraian es considerado un pionero de la educación de las mujeres en la India.

### Los sacrificios de animales e iagñás
Suami Naraian estaba en contra de los sacrificios de animales como los realizados por los sacerdotes brahmanes durante los rituales védicos, tales como los iagñás (sacrificios de fuego), influidos por los cultos kaula y vama marg.
Los sacerdotes consumían el prasad sacrificado en forma de carne de estos animales. Para resolver este problema, Suami Naraian realizó varios iagñá a gran escala implicando a los sacerdotes de Benarés. Estos no tuvieron sacrificios de animales y se llevaron a cabo en estricta conformidad con las escrituras védicas. Suami Naraian tuvo éxito al instaurar la práctica del ahimsa ―posiblemente de origen budista― a través de varios iagñás masivos. Suami Naraian implantó el lactovegetarianismo entre sus seguidores y prohibió el consumo de todo tipo de carne.
Los discípulos de Suami Naraian compusieron poemas religiosos que tradicionalmente son interpretados durante los festivales.
Suami Naraian introdujo el ayuno y la devoción entre los seguidores.
Dirigió los festivales de Vasanta Pañchami, Joli y Yanmástami, con la organización de las tradicionales danzas folklóricas raas.

### Sistema de castas y moksha
Algunos sugieren que Suami Naraian trabajó para poner fin al sistema de castas, permitiendo a todos acceder al Sampraday Swaminarayan. Un funcionario de Guyarat, el Sr. Williamson, informó al obispo Herber que Suami Naraian había «destruido el yugo de las castas».
Suami Naraian instruyó a sus paramhansas a que aceptaran limosnas de todos los sectores de la sociedad y designó a personas de los estratos más bajos de la sociedad como sus asistentes personales. Comió junto a las castas más bajas. Los miembros de las castas más bajas se sintieron atraídos por el movimiento, ya que mejoraba su estatus social.
Se dice que Suami Naraian disipó el mito de que no todos podían alcanzar el moksha (la liberación).
Él enseñó que el alma no es ni hombre ni mujer, y que todos son iguales ante los ojos de Dios.

## Los templos y los ascetas

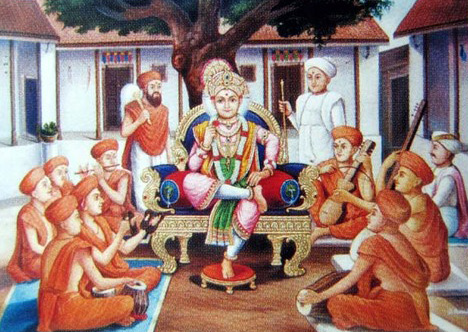
Suami Naraian y sus paramhansas en Gadhada.

Suami Naraian ordenó la construcción de varios templos hinduistas e instaló imágenes de deidades diferentes, tales como Nara-Narayana, Laksmi-Naraian, Krisná-Radha, Radha-Rámana y Revati-Baldevyi. Las imágenes de los templos construidos por Suami Naraian evidencian la prioridad de Krisná.
El primer templo que construyó Suami Naraian fue en Ahmedabad en 1822, en un terreno para regalado por el Gobierno imperial británico.
Tras la petición de sus devotos de Bhuj, Suami Naraian pidió a su discípulo Swami Vaishnavananand que construyera un templo allí. Según el plan la construcción comenzó en 1822, y el templo se construyó en un año.
Siguió un templo en Vadtal en 1824, otro templo en Dholera en 1826, otro en Junagadh en 1828 y uno en Gadhada, también en 1828.
En el momento de su muerte Suami Naraian ordenó también la construcción de templos en Muli, Dholka y Jetalpur.
Desde el principio los ascetas han jugado un papel importante en la fe swaminarayan. Contribuyeron al crecimiento y el desarrollo del movimiento, animando a la gente a seguir una vida piadosa y religiosa.
La tradición sostiene que Suami Naraian inició a 500 ascetas como paramhansas en una sola noche. Paramhansa es un título honorífico que a veces se aplica a los maestros espirituales hinduistas que se considera que han alcanzado la iluminación. Paramhansas era la orden más alta de sannyasi en la secta.
Paramhansas destacados iniciados por Suami Naraian fueron Muktanand Swami, Swami Gunatitanand, Swami Gopalanand, Swami Brahmanand, Swami Premanand, Swami Nishkulanand y Swami Nityanand.

## Escrituras

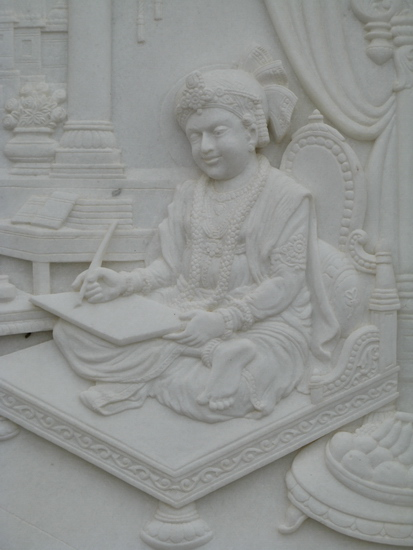
Relieve que representa a Suami Naraian escribiendo el Sisksa-patri (en 1826).

Suami Naraian propagó los textos hinduistas generales.
Él consideraba el texto Bhágavata-purana (del siglo XI d. C.) como la más alta autoridad.
Sin embargo, hay muchos textos que fueron escritos por Suami Naraian y sus seguidores que se consideran shastras o escrituras de la fe Suami Naraian. Entre las escrituras destacan el Shikshapatri y el Vachanamrit. Otras obras y escrituras importantes son el Satsangui-yiván (la biografía autorizada de Suami Naraian), el Kaviá-muktanand, el Kaviá-nishkulananda y el Chintámani-bhakta.

### Shikshapatri
Suami Naraian terminó de escribir el Siksa-patri el 11 de febrero de 1826.
Aunque no se dispone del manuscrito original en sánscrito, Nityanand Swami lo tradujo al idioma guyaratí bajo la dirección del propio Suami Naraian. Ese texto se venera en la secta.
Los periodistas de la Presidencia de Bombay los resumieron como un libro de leyes sociales que sus seguidores deben seguir.
Es un comentario sobre la práctica y la comprensión del dharma, en un librito que contiene 212 versos en sánscrito, resumiendo los principios básicos que Suami Naraian creía que sus seguidores deben mantener con el fin de vivir una vida bien disciplinada y moral.

### Vachanamrit
El Vachana-amrita (‘el néctar [de la inmortalidad] de las palabras’) contiene las enseñanzas filosóficas, sociales y prácticas de Suami Naraian, que es una colección de diálogos registrados por cinco de sus seguidores de sus propias palabras. El Vachanamrit es la escritura más usada en la secta Suami Naraian. Contiene opiniones sobre el dharma (conducta moral), el Jnana (conocimiento de la naturaleza del yo), el vairagya (desapego del placer material), y el bhakti (devoción pura, desinteresada a dios), las cuatro escrituras hidúes esenciales que se describen como necesarias para que un alma (jiva) consiga alcanzar la salvación (moksha).

## Relaciones con otras religiones y con el Gobierno británico

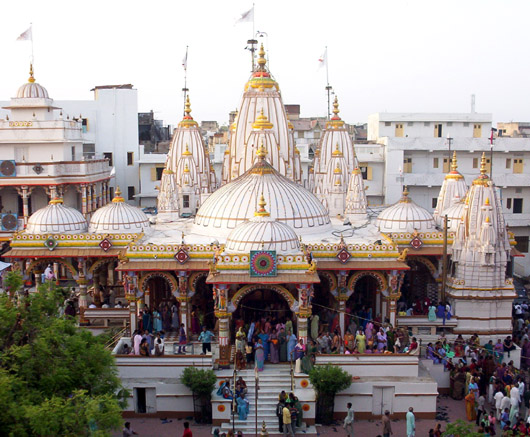
En 1822, el primer templo Suami Naraian Mandir fue construido en los terrenos cedidos por el Gobierno imperial británico en Ahmedabad.

Suami Naraian se esforzó por mantener buenas relaciones con la gente de otras religiones, a veces se reunió con líderes prominentes. Sus seguidores trascienden las fronteras religiosas, e incluyen personas de origen musulmán y parsi.
Entre los asistentes de Suami Naraian había musulmanes khoja.
En Kathiawad, muchos musulmanes llevaban kanthis (collares sagrados hinduistas) que les había dado Suami Naraian.
También tuvo una reunión con Reginald Heber, el obispo de Calcuta y uno de los principales líderes cristianos de la India de la época.
El obispo Heber menciona en su informe de la reunión que alrededor de 200 discípulos de Suami Naraian le acompañaron como sus guardaespaldas a caballo y llevando mosquetes y espadas. El propio obispo Heber tenía cerca de un centenar de guardias a caballo que le acompañaban (cincuenta caballos y cincuenta mosquetes) y mencionó que fue humillante para él ver a dos líderes religiosos se reunían la cabeza de dos pequeños ejércitos, siendo el suyo el contingente más pequeño.
Como resultado de la reunión ambos líderes se ganaron el respeto mutuo.
Suami Naraian disfrutó de una buena relación con el gobierno imperial británico. El primer templo que construyó, en Ahmedabad, se construyó en el 5000 acres de tierra donadas por el gobierno. Los oficiales británicos lo saludaron con 101 salvas cuando se inauguró.
Se dice que fue en la reunión de 1825 con Reginald Heber cuando Suami Naraian dio a entender era una manifestación de dios supremo.
En 1830 Suami Naraian se reunió con sir John Malcolm, el gobernador de Bombay (1827-1830). Según Malcolm Suami Naraian había ayudado a traer algo de estabilidad a una región sin ley.
Durante el encuentro con Malcolm Suami Naraian le regaló una copia del Shikshapatri. Esta copia actualmente se encuentra en la Biblioteca Bodleiana de la Universidad de Oxford.
Suami Naraian también alentó al gobernador británico James Walker para aplicar medidas enérgicas para detener la práctica del satí (el suicidio ritual de las viudas).

## Muerte y sucesión

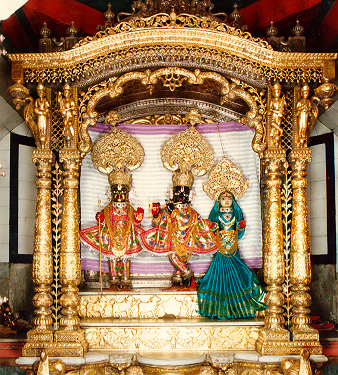
Las deidades de Suami Naraian y de Madán Moján (Krisná tocando la flauta), instaladas en 1826 por el propio Suami Naraian en el altar central del templo de Dholera. En el escalón inferior se puede ver
la deidad de Radharani.

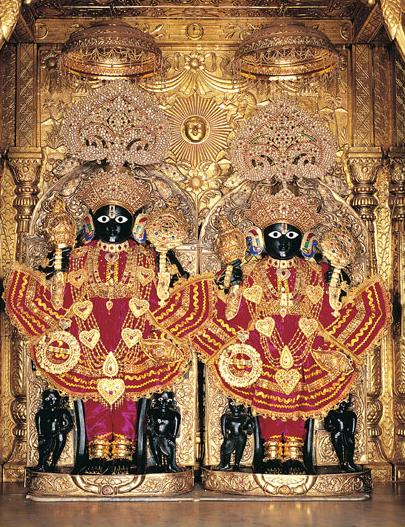
Las deidades de Nara Naraiana instaladas por Suami Naraian en el primer templo suami naraian, en Ahmedabad

En 1830 Suami Naraian reunió a sus seguidores y anunció su partida. Tras lo cual murió el 1 de junio de 1830 (Jeth sud 10, Samvat 1886).
Sus seguidores creen que en el momento de su muerte Suami Naraian dejó la Tierra para ir a Akshardham, su morada.
Él fue cremado conforme a los ritos hinduistas en Lakshmi Wadi en Gadhada.
Antes de su muerte, Suami Naraian decidió establecer una línea de acharyas o preceptores, que serían sus sucesores.
Se establecieron dos gadis (asientos de liderazgo). Un asiento se estableció en Ahmedabad (Nar Narayan Gadi Dev) y el otro en Vadtal (Laxmi Narayan Gadi Dev) el 21 de noviembre de 1825. Suami Naraian nombró acharya a cada uno de estos gadis para transmitir su mensaje a los demás y para preservar su hermandad, el Sampraday Suami Naraian. Estos acharyas provenían de su familia inmediata. Él adoptó formalmente a un hijo cada uno de sus hermanos y los nombró para el cargo de acharya. Ayodhyaprasad, hijo de Rampratap el hermano mayor de Suami Naraian, y Raghuvira, el hijo de su hermano menor Ichcharam, fueron nombrados acharyas de los Gadis Ahmedabad y Vadtal, respectivamente.
Suami Naraian decretó que el puesto debía ser hereditario para que los acharyas mantuvieran una línea directa de descendencia de la sangre de su familia.
La división administrativa de sus seguidores en dos diócesis territoriales se expone en detalle en un documento escrito por Suami Naraian llamado Lekh Desh Vibhaag.
Los acaryas actuales de la Sampraday Suami Naraian son Acharya Shree Koshalendraprasad Pande, del Gadi Ahmedabad, y Acharya Shree Rakeshprasad Pande, de la Vadtal Gadi.
Décadas después de su muerte se produjeron varias divisiones con diferentes concepciones de la sucesión. Se los conoce como vimukh (separados o alienados) de la Sampraday original.
Esto incluye al establecimiento del Bochasanwasi Shri Akshar Purushottam Swaminarayan Sanstha (BAPS), el fundador de que dejó el Vadtal Gadi en 1905, y al Maninagar Swaminarayan Sansthan Gadi, el fundador de lo que dejó el Gadi Ahmedabad, en la década de 1940. Los seguidores de BAPS mantuvieron a Gunatitanand Swami como el sucesor espiritual de Suami Naraian, afirmando que en varias ocasiones Suami Naraian había revelado a los devotos que Gunatitanand Swami era una manifestación de Aksharbrahm. Los seguidores de BAPS creen que a los acharyas se les dio el liderazgo administrativo de la fe, mientras a Gunatitanand Swami se le dio el liderazgo espiritual de Suami Naraian.
El actual líder de BAPS es Narayanswarupdas Shastri. Los seguidores de la Maninagar Suami Naraian Sansthan Gadi mantienen que Gopalanand Swami es el sucesor de Suami Naraian.

## Seguimiento y creencias de manifestación
Según el biógrafo de Raymond Williams cuando Suami Naraian murió tenía de 1,8 millones seguidores. En 2001 existían centros swaminarayan en cuatro continentes, y hay una congregación registrada de cinco millones de personas, la mayoría en su patria de Guyarat.
El diario Indian Express estimó que en 2007, en todo el mundo había unos 20 millones de miembros de la fe suami naraian.
En sus discursos registrados en el Vachanamrit, Suami Naraian menciona que el ser humano no sería capaz de soportar reunirse con dios en su forma divina, por lo tanto, dios toma forma humana (viviendo simultáneamente en su morada) para que la gente puede acercarse, comprenderle y amarle en forma de avatar.
Si bien no existe información estadística detallada disponible, la mayoría de los seguidores de Suami Naraian comparten la creencia de que Suami Naraian es la manifestación completa de Narayana Narayana o Purushottam (el ser supremo y superior a otros avatares).
Una leyenda de la secta Suami Naraian cuenta como Narayana, de la pareja Nara Narayana, fue condenado por el sabio Durvasa a encarnarse en la Tierra como Suami Naraian.
Algunos de los seguidores de Suami Naraian creen que era una encarnación del dios Krisná.
Las imágenes y las historias de Suami Naraian y Krisná han coincidido en la liturgia de la secta. Se hace un paralelismo entre historia del nacimiento de Suami Naraian y la del nacimiento de Krisná en el Bhágavata-purana (texto del siglo XI d. C.)
En 1825, en una reunión con Reginald Heber, el obispo cristiano de Calcuta, el mismo Suami Naraian dio a entender que era un avatar de Dios.

## Legado
Suami Naraian también es recordado en su religión por haber llevado a cabo reformas para las mujeres y los pobres, haciendo iagñas (sacrificios de fuego) a gran escala. Ha sido criticado por líderes religiosos como Suami Daiananda por disfrazarse de deidad del dios Narayana, y de haber aceptado la adoración de sus discípulos como si fuera Dios mismo.
En la actualidad se estima que existen entre 5 y 20 millones de personas que afirman ser seguidoras de esta religión.